# Józef de Virion
Józef Marian de Virion herbu Leliwa (ur. 7 listopada 1903 we Lwowie, zm. 8 maja 2003) – polski lekkoatleta, specjalizujący się w biegach średniodystansowych.

## Życiorys
Józef pochodził z polskiego rodu szlacheckiego, de Virionów herbu Leliwa. Jego ojcem był Włodzimierz de Virion h. Leliwa, matką natomiast Leokadia Ratyńska h. Krzywda.

## Osiągnięcia
- Mistrzostwa Polski seniorów w lekkoatletyce

- Kraków 1925

- srebrny medal w sztafecie 4 × 400 m

- Warszawa 1926

- złoty medal w sztafecie 4 × 400 m
- brązowy medal w biegu na 800 m
- brązowy medal w biegu na 1500 m